# نقص (عروض)
النقص عند العروضيين اجتماع الكف وهو حذف السابع الساكن مع العصب وهو إسكان لام مفاعلتن في البحر الوافر فيرد إلى مفاعيل.